# HD 175740
HD 175740 är en ensam stjärna belägen i den mellersta delen av stjärnbilden Lyran. Den har en skenbar magnitud av ca 5,46 och är svagt synlig för blotta ögat där ljusföroreningar ej förekommer. Baserat på parallax enligt Gaia Data Release 2 på ca 12,2 mas, beräknas den befinna sig på ett avstånd på ca 266 ljusår (ca 82 parsek) från solen. Den rör sig närmare solen med en heliocentrisk radialhastighet på ca -10 km/s och beräknas ligga så nära jorden som 31,7 ljusår om ca 8 miljoner år.

## Egenskaper
HD 175740 är en orange till gul jättestjärna av spektralklass K0 III, som har förbrukat förrådet av väte i dess kärna och utvecklats bort från huvudserien. Den har en massa som är ca 1,4 solmassor (Bailer-Jones et al. (2018) ger dock en högre uppskattning på 2,8 gånger solens massa), en radie som är ca 10 solradier och har ca 50 gånger solens utstrålning av energi från dess fotosfär vid en effektiv temperatur av ca 4 800 K. Stjärnans elementära sammansättning har gjort den till den första kända  jätten som kan vara ett solsyskon, vilket betyder att den kan ha bildats i samma stjärnhop som solen.
HD 175740 har en visuell följeslagare av magnitud 12,6, med en vinkelseparation av 8,4 bågsekunder vid en positionsvinkel på 300°, år 2013. En annan följeslagare av magnitud 11,5 ligger separerad med 24,1 bågsekunder vid en positionsvinkel av 39°, år 2014. Båda upptäcktes av den amerikanske astronomen G.W. Hough 1887.